# Narcissea
Narcissea is een geslacht van schimmels behorend tot de familie Psathyrellaceae.

## Taxonomie
Het geslacht Narcissea werd in 2020 gecreëerd door de Duitse mycologen Dieter Wächter en Andreas Melzer toen de familie Psathyrellaceae werd onderverdeeld op basis van fylogenetische analyse. Twee leden van het geslacht Coprinopsis werden opnieuw geclassificeerd als Narcissea. Een onderzoek uit 2021 door mycoloog Pietro Voto plaatste een derde soort, Coprinopsis cardiaspora, in dit geslacht.
De typesoort Narcissea patouillardii werd voorheen geclassificeerd als Coprinopsis patouillardii.

## Soorten
Volgens Index Fungorum telt het geslacht in totaal drie soorten (peildatum oktober 2023):
| Soortnaam                                     | Auteur(s)                        | Publicatiejaar |
| --------------------------------------------- | -------------------------------- | -------------- |
| Narcissea cardiaspora                         | (Bender) Voto                    | 2022           |
| Narcissea cordispora (Korrelige mestinktzwam) | (T. Gibbs) D. Wächt. & A. Melzer | 2020           |
| Narcissea patouillardii                       | (Quél.) D. Wächt. & A. Melzer    | 2020           |